# RKK 태그팀 챔피언십
RKK 태그팀 챔피언십(RKK Tag Team Champion)은 TNA의 인도 프로젝트인 링 카 킹의 챔피언십중 하나이며 태그팀 챔피언십이다.
현재 챔피언은 차보 게레로와 해리 스미스이다.

## 역사
2011년 12월 미국 2위 프로레슬링 단체 TNA는 인도에서의 대형 프로젝트 링 카 킹을 기획하고 2012년부터 방영에 들어가기로 한다. 12월 20일 첫 번째 녹화가 진행되고 토너먼트에서 우승을 차지한 차보 게레로와 해리 스미스가 초대 챔피언이 된다.

## 기록들
- 초대 챔피언 : 차보 게레로 & 해리 스미스

## 역대 챔피언
- 차보 게레로 & 해리 스미스 (초대 챔피언)

## 같이 보기
- WWE 월드 태그팀 챔피언십
- WWE 태그팀 챔피언십
- TNA 월드 태그팀 챔피언십